# Вассура
Вільямс Олівейра до Насіменто (порт.-браз. Williams Oliveira do Nacimento), відоміший як Вассура (порт. Vassoura, нар. 26 квітня 1985, Жабуатан-дус-Гуарарапіс, Бразилія) — бразильський футзаліст катарського клубу «Аль-Арабі». Також виступав за різноманітні бразильські футбольні клуби.

## Біографія
Вассура ніколи не знав свого батька і до певного часу жив у своєї бабусі далеко від матері, яка проживала в Сан-Паулу, а він у Пернамбуку. Потім він залишив будинок і вісім років жив на вулиці. 
Він щодня грав зі своїми друзями у футбол, а в 16 років почав виступати за Санта-Крус у футболі і футзалі.
Починав свою кар'єру у футболі, грав за «Атлетико Паранаенсе».
Ставши найкращим бомбардиром «ТТГ-Ява» у міжсезонні (5 голів у 5 матчах) 24 серпня 2005 року молодий бразилець підписав з клубом п'ятирічний контракт, але вже 2 лютого 2006 року залишив клуб. Виступав за футзальні клуби: російський «ТТГ-Ява», до якого він долучився, коли йому було лише 17 років. 26 вересня 2006 року перейшов в «Сарагосу», проте був травмованим. Після двох місяців відновлення Вассура дебютував у «Сарагосі» в матчі проти «Наварри» 24 листопада 2006 року. Після «Сарагоси» перейшов до «Атлетико Логроньо».
У лютому 2008 року перейшов у донецький «Шахтар». 18 березня 2008 року забив свої перші голи за «Шахтар».
У березні 2009 року побував на оглядинах у футбольному клубі «Шахтар». Зіграв одну товариську гру проти турецького «Сівасспору» (2:4). Але повернувся в футзальний клуб. Повернувшись в МФК у Вассури виникли проблеми з візою (закінчився її строк), до того ж він був оштрафований керівництвом МФК. У квітні 2009 року покинув «Шахтар», але у серпні того ж року повернувся назад.
У жовтні 2009 року відправився на перегляд в луганську «Зорю», хоча його запрошували на перегляд у харківський «Металіст». Разом з ним із МФК на перегляді були й інші бразильці — Клаудіньйо, Фумаса, Карлос Алберто, Тіагу, Ромаріо. проте незабаром всі вони залишили «Зорю».
У жовтні 2010 року перейшов у хорватський «Національ», невдовзі опинився в грузинській «Іберії Стар».
У жовтні 2014 року перейшов у «Мунайши»
У сезоні 2015/16 у складі «Нікарсу» виграв чемпіонат Латвії.

## Досягнення
- Чемпіон України з футзалу: 2007/2008
- Срібний призер чемпіонату України з футзалу: 2008/2009
- Володар Суперкубка України з футзалу: 2008
- Найкращий гравець турніру «Green Ball Cup» (2008 р.)[24]

### Статистика виступів
Інформація станом на 11 січня 2013 року
| Сезон     | Клуб                   | Ліга              | Чемпіонат | Чемпіонат | Кубок | Кубок | Суперкубок | Суперкубок | Кубок УЄФА | Кубок УЄФА |
| Сезон     | Клуб                   | Ліга              | Ігри      | Голи      | Ігри  | Голи  | Ігри       | Голи       | Ігри       | Голи       |
| --------- | ---------------------- | ----------------- | --------- | --------- | ----- | ----- | ---------- | ---------- | ---------- | ---------- |
| 2005—2006 | ТТГ-ЯВА                | Суперліга         | 9         | 4         | ?     | ?     | 0          | 0          | 0          | 0          |
| 2006—2007 | Сарагоса               | Почесний дивізіон | 18        | 7         | 2     | 2     | 0          | 0          | 0          | 0          |
| 2007—2008 | Атлетіко Логроньйо     | Срібний дивізіон  | 4         | 1         | 0     | 0     | 0          | 0          | 0          | 0          |
| 2007—2008 | МФК «Шахтар» (Донецьк) | Вища ліга         | 11        | 8         | 0     | 0     | 0          | 0          | 0          | 0          |